# Tinielu Tuumuli
Tinielu Tuumuli is een Tokelaus politicus en de huidige pulenuku (burgemeester) van het atol Fakaofo. Ex officio is hij daardoor portefeuilleloos lid van de regering of Raad voor het Doorgaand Bestuur van Tokelau en van het parlement (Fono).